# Dexter (spillested)
 For alternative betydninger, se Dexter. (Se også artikler, som begynder med Dexter)
Dexter er et intimt spillested i Odense etableret i 1991. Spillestedets repertoire er fokuseret på jazz, blues, songwriter og folk-music, electronica, pop/rock, Rockabilly og country.
Dexter åbnede som kombineret jazzhus og spisested i 1991 i lokalerne for den tidligere restaurant Kabyssen. I 1994 var stedet i alvorlige økonomiske problemer og blev derfor i 1995 overtaget af den nystiftede forening Club Dexter. Samtidig med overdragelsen lukkede stedet som spisested, og har siden fungeret udelukkende som spillested med særlig status som regionalt spillested for Jazz.
I 2000 blev Dexter en del af organisationen bag spillestedet Post1, og har derfor sammen med Post1 status som eneste regionale spillested på Fyn.